# Лори Коупланд
Лори Коупланд (на английски: Lori Copeland) е плодовита американска писателка на произведения в жанра любовен роман, романтичен трилър и популярна християнска литература.

## Биография и творчество
Лори Коупланд е родена на 12 юни 1941 г. в Спрингфийлд, Мисури, САЩ, в семейството на Джон Сенека и Жозефин Алис Смарт.
На 14 юни 1958 г. се омъжва за Ланс Елдън Коупланд, проектант. Имат трима сина – Рандал, Ричард, Ръсел.
Започва да пише едва на 40 години. Първият ѝ любовен роман „Playing for Keeps“ е публикуван през 1983 г., след което тя се посвещава на писателската си кариера. През 1995 г. започва да пише и популярна християнска литература. Заедно със съпруга си, с когото по религия са методисти, са активни поддръжници на християнската мисионерска дейност в Мали, Западна Африка.
През 1991 г. е удостоена с награда за цялостно творчество за историческите си любовни романи, а през 2002 г. с награда за цялостно творчество за вдъхновяващите си произведения, от списание „Romantic Times“. През 2000 г. Лори Коупланд е приета в Залата на славата на писателите Мисури.
Лори Коупланд живее със семейството си в Спрингфийлд, Мисури.

## Произведения

### Самостоятелни романи
- Playing for Keeps (1983)
- A Tempting Stranger (1983)
- All or Nothing (1984)
- Out of Control (1984)
- Two of a Kind (1984)
- A Winning Combination (1984)
- Only the Best (1984)
- Rainbow's End (1984)
- Forever After (1985)
- High Voltage (1985)
- Огнена стихия, Spitfire (1985)
- More Than She Bargained for (1985)
- A Love of Our Own (1986)
- Hot on His Trail (1986)
- Out of This World (1986)
- Tug of War (1986)
- When Lightning Strikes (1986)
- Passion's Folly (1987)
- Passion's Captive (1988)
- The Trouble With Thorny (1988)
- Tale of Love (1988)
- Жената на Денси, Dancy's Woman (1989)
- Sweet Talkin' Stranger (1989)
- Avenging Angels (1990)
- Tall Cotton (1990)
- Fool Me Once (1990)
- Снежна приказка, Tiz the Season (1990)
- Squeeze Play (1990)
- Sweet Hannah Rose (1991)
- Melancholy Baby (1991)
- Forever, Ashley (1992)
- Like Father, Like Daughter? (1993)
- Like Father, Like Son? (1993)
- Someone to Love (1995)
- Bridal Lace and Buckskin (1996)
- Angel Face and Amazing Grace (1996)
- The Bride of Johnny McAllister (1999)
- Marrying Walker McKay (2000)
- Child of Grace (2001)
- Christmas Vows (2001)
- Roses Will Bloom Again: ...and Emma's Heart Will Never Be the Same (2002)
- Stranded in Paradise: A Story of Letting Go (2002)
- Mother of Prevention (2005)
- Monday Morning Faith (2006)
- Yellow Rose Bride (2006)
- Simple Gifts (2007)
- Unwrapping Christmas (2007)
- Bluebonnet Belle (2007)
- Now and Always (2008)
- A Man's Heart (2010)
- The One Who Waits for Me (2011)
- Lost Melody (2011) – с Вирджиния Смит
- Sisters of Mercy Flats (2013)
- The Healer's Touch (2014)

### Серия „Семейство Малоун“ (Malone Family)
1. Darling Deceiver (1990)
2. A Taste of Temptation (1992)
3. Built to Last (1992)

### Серия „Сестри на милосърдието“ (Sisters of Mercy Flats)
1. Promise Me Today (1992)
2. Promise Me Tomorrow (1993)
3. Promise Me Forever (1994)

### Серия „Други“ (Other)
1. Dates and Other Nuts (1996)
2. Fudgeballs and Other Sweets (1998)

### Серия „Западно небе“ (Western Sky)
1. The Courtship of Cade Kolby (1997) – издаден и като „A Kiss for Cade“
2. Outlaw's Bride (2009)
3. Walker's Wedding (2010)

### Серия „Булки от запада“ (Brides of the West)
1. Faith (1998)
2. June (1999)
3. Hope (1999)
4. Glory (2000)
5. Ruth (2002)
6. Patience (2004)

### Серия „Небесен шемет“ (Heavenly Daze) – сАнджела Хънт
1. The Island of Heavenly Daze (2000)
2. Grace in Autumn (2001)
3. A Warmth in Winter (2001)
4. A Perfect Love (2000)
5. Hearts at Home (2003)

### Серия „Утринни сенчести загадки“ (Morning Shade Mysteries)
1. A Case of Bad Taste (2003)
2. A Case of Crooked Letters (2004)
3. A Case of Nosy Neighbors (2004)

### Серия „Мъжете от седлото“ (Men of the Saddle)
1. The Peacemaker (2004)
2. The Drifter (2004)
3. The Maverick (2004)
4. The Plainsman (2005)

### Серия „Камбаните на Тимбър Крийк“ (Belles of Timber Creek)
1. Twice Loved (2008)
2. Three Times Blessed (2009)
3. One True Love (2010)

### Серия „Дневниците на Дакота“ (Dakota Diaries)
1. Love Blooms in Winter (2011)
2. When Love Comes My Way (2012)
3. Under the Summer Sky (2013)

### Серия „Амиш от Епъл Гроув“ (Amish of Apple Grove)
1. The Heart's Frontier (2012) – с Вирджиния Смит
2. A Plain and Simple Heart (2012) – с Вирджиния Смит
3. A Cowboy at Heart (2013) – с Вирджиния Смит
4. A Home in the West (2013)

### Серия „Сиатълски булки“ (Seattle Brides) – сВирджиния Смит
1. A Bride for Noah (2013)
2. Rainy Day Dreams (2014)

### Новели
- The Christmas Lamp (2009)

### Сборници
- Love's Legacy (1987) – с Маделин Бейкър, Мери Балог, Илейн Барбиери, Каси Едуърдс, Хедър Греъм, Катрин Харт, Вирджиния Хенли, Пенелопе Нери, Даяна Палмър и Джанел Тейлър
- Seasons of Love (1995) – с Илейн Барбиери, Карън Локууд и Евелин Роджърс
- Baby on the Doorstep (1997) – с Каси Едуърдс и Сюзън Кей Лоу
- With This Ring (1998) – с Джини Ейкън, Даяна Крофорд и Катрин Палмър
- Fruitcakes and Other Leftovers / Christmas, Texas Style (1999) – с Кимбърли Рей
- Women of Faith Fiction Collection (2005) – с Патриша Хикман и Анджела Хънт